# Fischer Flugmechanik
Die Fischer Flugmechanik (FF) wurde 1979 von Hanno Fischer in Mönchengladbach als Ingenieurbüro zur Erforschung und Entwicklung von Bodeneffektfahrzeugen gegründet. Seit Anfang der 1990er Jahre betreibt Fischer Flugmechanik die Entwicklung kommerzieller Bodeneffektfahrzeuge und vermarktet Lizenzrechte für den Serienbau.

## Vorentwicklungen
Hanno Fischer beschäftigte sich bei Rhein-Flugzeugbau seit Mitte der 1960er Jahre mit dem Bau von Bodeneffektfahrzeugen, nachdem das Unternehmen vom Bundesverteidigungsministerium 1969 mit dem Bau des Erprobungsträgers RFB X.113 für geplante Bodeneffektstudien von Alexander Lippisch beauftragt wurde. Lippisch verfügte bereits über Kenntnisse bei der Auslegung von Bodeneffektfahrzeugen aus seinem bei Collins in den USA gebauten Holzflugboot Collins X.112, während Fischer über umfangreiche Kenntnisse im Kunststoff-Flugzeugbau aus seiner Mitarbeit an der LFU 205 verfügte. Fischer führte das von Lippisch entworfene Bodeneffekt-Flugzeug als Kunststoff-Flugboot aus, das im Oktober 1970 erstmals auf dem Bodensee als D-9568 unter der Leitung von Dietmar Schönfelder flog. Schönfelder leitete auch das weitere Erprobungsprogramm zwischen 1970 und 1972 mit Flügen auf dem Bodensee und auf der Weser. Für Hochseeflüge war die kleine X.113 mit kurzer Spannweite nicht mehr geeignet.
Fischer und Lippisch schlugen dem Bundesverteidigungsministerium deshalb 1973 die Entwicklung eines weiteren, größeren Versuchsträgers RFB X.114 vor. Das Bundesverteidigungsministerium beauftragte Rhein-Flugzeugbau 1975 schließlich mit dem Bau eines sechssitzigen Flugboots zur Seeaufklärung, mit dem die von Lippisch und Fischer prognostizierte Reichweite von 2000 km und Flugdauer von 20 Stunden praktisch im Hochsee-Einsatz nachgewiesen werden sollte. Nachdem Alexander Lippisch während der Entwicklungsarbeiten am 11. Februar 1976 verstarb, führte Hanno Fischer die Arbeiten an dem neuen Erprobungsträger alleine fort. Als wissenschaftlicher Leiter für das Erprobungsprogramm startete Volkmar Wilckens am 15. April 1977 mit der X.114 zum Erstflug. An der X.114 wurden umfangreiche Versuche zur Steuerbarkeit, Stabilität und Manövrierbarkeit auf der Ostsee durchgeführt. Bei einem der Versuchsflüge unterschnitt die X.114 die Wasseroberfläche und wurde beim nachfolgenden Aufschlag auf das Wasser 1978 zerstört.
Fischer legte dem Bundesverteidigungsministerium daraufhin Entwürfe für einen Folgeversuchsträger unter der Bezeichnung RFB 215 und RFB X.117 vor. Da das Bundesverteidigungsministerium Ende der 1970er Jahre bereits auf land- und seegestützte Überwachungssysteme setzte, bestand an einer Neuauflage der X.114 kein Interesse mehr. Nach der Übernahme von Rhein-Flugzeugbau durch den MBB-Konzern wurden die Arbeiten an Bodeneffekt-Fahrzeugen bei RFB eingestellt.

## Grundlagenforschung und Versuchsträger
Hanno Fischer erhielt von RFB die Genehmigung zur Fortsetzung der Bodeneffekt-Forschung unter Nutzung seiner früheren Patente aus dem X.113 und X.114-Bau auf privater Basis. Fischer gründete dazu 1979 das Ingenieurbüro Fischer Flugmechanik, in dem er mit Klaus Matjasic zunächst grundlegende Untersuchungen zur Auslegung von Bodeneffekt-Fahrzeugen betrieb. Um die luftrechtliche Komplexität aus den Entwürfen herauszuhalten, entschloss sich Hanno Fischer dazu, künftige Bodeneffekt-Fahrzeuge als Boote auszuführen, die er bis heute als Wing in Ground (WIG) bezeichnet. Ihre Überlegungen setzten Fischer und Matjasic in einem einfachen Versuchsträger unter der Bezeichnung Fischer Airfish AF-1 um, mit dem die beiden 1987 erste Erprobungsflüge auf dem Baldeneysee bei Essen durchführen. Die AF-1 wurde 1989 grundlegend modifiziert. Sie erhielt kürzere Tragflügel und ein verbessertes Leitwerk, sowie einen stärkeren Motor unter der Bezeichnung Fischer Airfish AF-2. Mit der AF-2 konnte Fischer die schifffahrtsrechtlichen Anforderungen für ein Boot ebenso nachweisen, wie die Leistungsfähigkeit des Entwurfs und seine Stabilität. Die prinzipielle Funktion eines Stauflügelboots einschließlich des Mechanismus zur Vermeidung freier Flügel beschrieb Fischer zusammenfassend im Patent DE4010877A1 im April 1990.
Für den Betrieb größerer WIG-Boote erwies sich der hohe Energiebedarf bis zum Abheben des Boots aus dem Wasser als Problem. Bei Fischer Flugmechanik entstand dazu 1997 die an die Hovercrafts angelehnte Hoverwing-Technologie, bei der zwischen den Katamaran-Rümpfen des Boots in der Startphase ein Luftkissen aufgebaut wird. Mit Förderung des Bundesforschungsministeriums wurde 1997 bei Fischer Flugmechanik in Zusammenarbeit mit dem Institut für Binnenschiffbau Duisburg ein Hoverwing-Versuchsträger unter der Bezeichnung Fischer Hoverwing HW2VT gebaut. In der anschließenden vierjährigen Erprobung entwickelte Fischer Flugmechanik die Hoverwing-Technologie bis 2001 zur Serienreife für größere WIGs.

## Kommerzielle Entwicklungen
Das erste für die kommerzielle Vermarktung und zum Serienbau vorgesehene WIG entwickelte Fischer Flugmechanik mit der 1990 entstandenen, zweisitzigen Sportbootvariante Fischer Airfish AF-3, das nach seiner Erprobung als erstes WIG eine schiffbautechnische Zulassung gemäß International Maritime Organization IMO-Klassifikation B erhielt. Ab 1997 entstand bei Fischer Flugmechanik das achtsitzige Taxiflugboot Fischer Airfish AF-8, für das der Germanische Lloyd im Dezember 2001 unter IMO Nr. 9274989 die weltweit erste Zulassung für ein Bodeneffekt-Fahrzeug erteilte. Die AF-8 wurde zunächst in Australien, seit 2004 in Singapur und Malaysia gebaut.
Nach Abschluss der Hoverwing-Entwicklung legte Fischer Flugmechanik ab 2001 zahlreiche Entwürfe für größere WIG-Fährboote vor. Für das zwanzigsitzige Fährboot Fischer Hoverwing HW20 befindet sich seit 2010 ein Prototyp im Aufbau, der Ende 2017 in die Erprobung gehen soll. Ein Prototyp des Fischer Hoverwing HW50 entstand seit Februar 2011 bei Wingship Technologies in Südkorea unter der Bezeichnung Wingship WSH500. Er befindet sich seit 2011 in der Erprobung und Zulassung. Auch der Entwurf des achtzigsitzigen Fischer Hoverwing HW80 steht für einen Prototypenbau zur Verfügung. Fischer Flugmechanik bemüht sich um einen deutschen Lizenznehmer für dieses Boot.

## Vermarktung und Lizenzen
Als Ingenieurbüro beschränkt sich Fischer Flugmechanik auf den Entwurf von Bodeneffekt-Fahrzeugen und deren Entwicklung bis zur Serienreife. Für die abgeschlossenen Entwicklungen vergibt Fischer Flugmechanik Lizenzen zur Serienfertigung an interessierte Produktionsbetriebe. Für den häufig von Lizenznehmern geforderten Bau von Prototypen oder Musterbooten gründeten Fischer und Matjasic später die Airfoil Development GmbH (AFD), die von Fischer Flugmechanik eine kostenfreie Lizenz für den Prototypenbau erhielt. AFD übernahm den Bau der Prototypen für den Airfish AF-8, die HW2VT und den Hoverwing HW20.
Eine erste Lizenzvereinbarung schloss Fischer Flugmechanik bereits 1990 mit Rhein-Flugzeugbau, die die Serienfertigung des Sportboots Airfish AF-3 übernehmen wollte. Auf Grund der wirtschaftlichen Insolvenz von RFB entstand bei RFB lediglich der AF-3 Prototyp, der für die amerikanische Vermarktungsfirma Flarecraft Corporation hergestellt wurde. Später entstanden bei Flarecraft 5–6 unlizenzierte Nachbauten des Airfish AF-3 unter der Bezeichnung Flarecraft L-325, die allerdings durch konstruktive Abweichungen nicht überzeugten.
Die Rechte zum Serienbau des Airfish AF-8 erwarb 1997 die australische Flightship Ground Effect Pty. Der Prototyp entstand zwischen 1999 und 2001 bei AFD in Deutschland und wurde nach Abschluss der Erprobung im Dezember 2001 nach Australien abgegeben. Der Serienbau von vier Booten unter der Bezeichnung Flightship FS-8 begann 2003 auf der Werft in Cairns. Durch die Insolvenz der Flightship Pty. 2004 wurde keins der vier Boote fertiggestellt. Den AF-8 Prototyp erwarb 2004 die Wigetworks Ltd. in Singapur. Gemeinsam mit Fischer Flugmechanik wurde der Prototyp bis 2010 wieder hergestellt und verbessert, sowie einer neuen Zulassung unterzogen. Seit 2010 wurden zwei Prototypen in der Produktionswerft bei Composite Technology Research Malaysia (CTRM) hergestellt.
Das erste größere WIG-Boot mit Hoverwing-Technologie war 2009 der Hoverwing HW50, für den die Wingship Technologies in Südkorea die Produktionsrechte erwarb. Unter der Bezeichnung Wingship WSH500 entstand 2011 ein fünfzigsitziger Prototyp, für den mindestens eine Bestellung seitens der koreanischen Marine vorliegt.
Die Produktionsrechte für die zwanzigsitzige Fischer Hoverwing HW20 übernahm schon 2008 die indonesische PT AGEC Techno in Jakarta. Der geforderte Prototypenbau erfolgte 2013 zunächst bei Aerostruktur in Gundelfingen. Später übernahm die Airfoil Development GmbH die Bauverantwortung. Die Fertigstellung wird gegen Ende 2017 erwartet.

## Sonstige Entwicklungen
Neben der WIG-Entwicklung bearbeitet Hanno Fischer bei Fischer Flugmechanik auch luftfahrttechnische Entwicklungen. Unter anderem entwickelte Fischer Flugmechanik den FF Whisperfan, der später auch im Prototyp des RW-3 zu Erprobungszwecken verbaut wurde.

## Patente
Neben zahlreichen Patenten zur X.113 und X.114 bei Rhein-Flugzeugbau hatte Hanno Fischer die Erkenntnisse aus der zehnjährigen Grundlagenforschung bei Fischer Flugmechanik in einem Patent über ein Stauflügelboot (Patentnr. DE4010877) schon im April 1990 bei Rhein-Flugzeugbau zusammengefasst. Dieses Patent wird in den Folgejahren von Fischer und Matjasic bei Fischer Flugmechanik immer weiter verfeinert.
- Bodeneffektfahrzeug aus dem Jahre 1997[2]
- Tragflügelprofil und Bodeneffektfahrzeug vom 15. Dezember 1998[3]

## Entwürfe
- Fischer Airfish AF-1 – einsitziger Versuchsträger von 1987, Einzelstück
- Fischer Airfish AF-2 – einsitziger Versuchsträger von 1989, modifizierte AF-1 mit neuem Flügel und Leitwerk
- Fischer Airfish AF-3 – zweisitziges Sportboot von 1990, Serienbau bei RFB gescheitert
- Fischer Airfish AF-8 – achtsitziges Taxiboot von 1997, Serienbau bei Flightship (FS-8) und Wigetworks
- Fischer Hoverwing HW2VT – zweisitziger Versuchsträger von 1999 zur Erprobung der Hoverwing-Technologie
- Fischer Hoverwing HW20 – zwanzigsitzige Schnellfähre von 2011 für PT AEGC in Indonesien
- Fischer Hoverwing HW50 – fünfzigsitzige Fähre von 2011 für Wingship Technologies (WSH500)
- Fischer Hoverwing HW80 – achtzigsitziges Fährboot, noch nicht gebaut
- Fischer Whisperfan – sechssitziges Reiseflugzeug, nicht gebaut